# Kubański Gwardyjski Dywizjon Kozacki
Kubański Gwardyjski Dywizjon Kozacki (ros. Кубанский гвардейский казачий дивизион) - oddział wojskowy Białych podczas wojny domowej w Rosji
W poł. czerwca 1917 r. w Jekaterynodarze carska straż przyboczna została przeformowana w Kubański i Terski Gwardyjskie Dywizjony Kozackie. Na czele Kubańskiego Gwardyjskiego Dywizjonu Kozackiego w składzie dwóch sotni konnych stanął płk Gieorgij A. Raszpil. Dywizjon zimą/wiosną 1918 r. uczestniczył w 1 Kubańskim (Lodowym) Marszu, ponosząc duże straty. 31 marca tego roku w ataku pod Jekaterynodarem zginął płk G. A. Raszpil. Po odzyskaniu miasta Dywizjon pod koniec grudnia został uzupełniony Kozakami kubańskimi ze składu 150-osobowego dywizjonu konnego płk. Biełogo, który przybył z Tamania. Wiosną 1919 r. dowódcą Kubańskiego Gwardyjskiego Dywizjonu Kozackiego został płk Wiktor E. Zborowski. Oddział wszedł w skład 1 Kubańskiej Dywizji Kozackiej. Brał udział w ciężkich walkach pod Carycynem. Od lipca Dywizjonem dowodził płk M. I. Swidin. W styczniu 1920 r. oddział został przemianowany na Atamański Pułk Konny. W marcu tego roku jego dowództwo przejął ponownie płk W. E. Zborowski.